# بورخولدریا مالئی
بورخولدریا مالئی (نام علمی: Burkholderia mallei) نام یک گونه از سرده بورخولدریا است.
بولخولدریا مالئی یک باکتری گرم منفی کوچک، غیر متحرک، بدون رنگدانه و خواری می‌باشد که در اکثر محیط‌های باکتری‌شناسی به آرامی رشد می‌نماید.

## بیماری‌زایی
این باکتری سبب ایجاد بیماری مشمشه می‌گردد که بیماری ویژه اسب، قاطر و الاغ می‌باشد و واز حیوانات به انسان انتقال می‌یابد. عفونت در انسان ممکن است کشنده باشد. اغلب بیماری با یک زخم پوستی یا لایه‌های مخاطی آغاز می‌گردد و سپس لنفانژیت و سپسیس رخ می‌دهد.

## تشخیص
تشخیص بر اساس افزایش عیار آگلوتینین و کشت ارگانیسم از ضایعات پوستی صورت می‌گیرد. درمان مشابه ملیوئیدوزیس است.